# 지구가 끝장 나는 날
《지구가 끝장 나는 날》(영어: The World's End)은 2013년에 개봉한 에드거 라이트 감독의 종말물 SF 코미디 영화이다. 라이트와 사이먼 페그가 공동 각본을 작성하였다. 친구 다섯 명이 고향에 돌아와 23년 전 실패했던 술집 순례(pub crawl)를 재시도하던 중 마을에 외계인이 침공했다는 사실을 알게 된다는 이야기이다. 페그, 닉 프로스트, 패디 콘시다인, 마틴 프리먼, 에디 마선, 로저먼드 파이크, 피어스 브로스넌 등이 출연하였다.
평단으로부터 각본, 출연진 연기, 유머, 연출을 중심으로 긍정 평가를 받았으며, 2014년 제19회 크리틱스 초이스 영화상 코미디 영화 부문 작품상과 코미디 영화 부문 남우 주연상(페그) 후보에 올랐다.
《새벽의 황당한 저주》(2004), 《뜨거운 녀석들》(2007)를 잇는 “Three Flavours Cornetto”(→세 가지 맛 코르네토) 코미디 영화 삼연작 세 번째이자 마지막 작품이다. 영화 말미에 SF 장르와 외계인을 상징하는 초록색 박하맛 코르네토 포장지가 등장한다.

## 줄거리
철없는 알코올 의존증 40세 게리는 10대 시절 기분을 다시 만끽하기 위해 소꿉친구들인 올리버, 피터, 스티븐, 앤디와 함께 1990년에 실패했던 “골든 마일" 게임을 재시도하기로 한다.
이 퍼브 순례(pub crawl) 게임은 고향 뉴턴 헤이븐 퍼브 12 군데를 전부 도는 게 도전 과제이며, 마지막 퍼브 이름은 더 월즈 엔드(The World's End→지구가 끝장 나는 날)이다. 올리버의 여동생 샘도 합류한 가운데 게리는 네 번째 퍼브 화장실에서 우연히 한 십 대 소년이 안드로이드(블랭크)라는 사실을 발견한다.
알고 보니 마을 주민은 이미 거의 모두가 블랭크로 바뀐 상태였다. 마을 음모론자 배질에 따르면 블랭크들은 은하계 복합 기업을 세우는 게 목적이며, 이를 거부하는 인간들을 꼭 같은 모습으로 의태한 모조품으로 대체하는 중이다.
게리는 블랭크들에게 의심을 사지 않기 위해서라도 퍼브 순례를 계속하자고 한다. 친구 일부가 탈출하거나 블랭크로 교체되는 가운데 드디어 더 월즈 엔드에 도착한 게리는 술을 마시려는 자신을 만류하는 남은 친구들을 물리친다. 게리 생각에 이제 그에게 남은 건 골든 마일 게임 뿐이기 때문이다.
이런 게리와 친구들 앞에 비체화된 외계 존재 “네트워크"가 나타난다. 네트워크는 블랭크들의 침공은 은하계에서 가장 비문명화된 존재인 인류를 개선하려는 계획의 첫 단계이자 지구가 은하계 공동체에 합류하게 하려는 시도라고 설명한다. 게리는 이 개입을 독재라고 규정하며 인류는 알아서 불완전하게 살게 내버려 두라고 한다. 네트워크와 블랭크들은 자발적 협조자로서 블랭크가 되면 늘 그가 원해 온 대로 젊은 모습으로 회귀하여 선별된 기억을 갖고 살 수 있다며 게리를 회유한다. 하지만 게리는 이 세상에서 게리 킹은 지금 현재의 자신 한 사람뿐이라며 이 유혹을 거절한다.
말씨름이 이어진 끝에 네트워크는 침공을 포기하기로 한다. 하지만 네트워크는 떠나면서 전자기 펄스를 일으키고, 전 세계에 정전이 일어나 지구는 암흑시대로 회귀한다. 살아남은 블랭크들은 다시 작동을 시작한다. 블랭크들은 네트워크와 더는 관련이 없지만 인간들에게 배제와 멸시를 당한다.
술을 끊은 게리는 블랭크들을 데리고 술집을 찾아 물을 시킨다. 바텐더가 인간인 게리의 주문만 받겠다고 하자 게리가 블랭크 친구들과 함께 바텐더를 상대로 싸움을 시작하면서 영화가 끝이 난다.

## 출연진
- 사이먼 페그 - 게리 킹 역

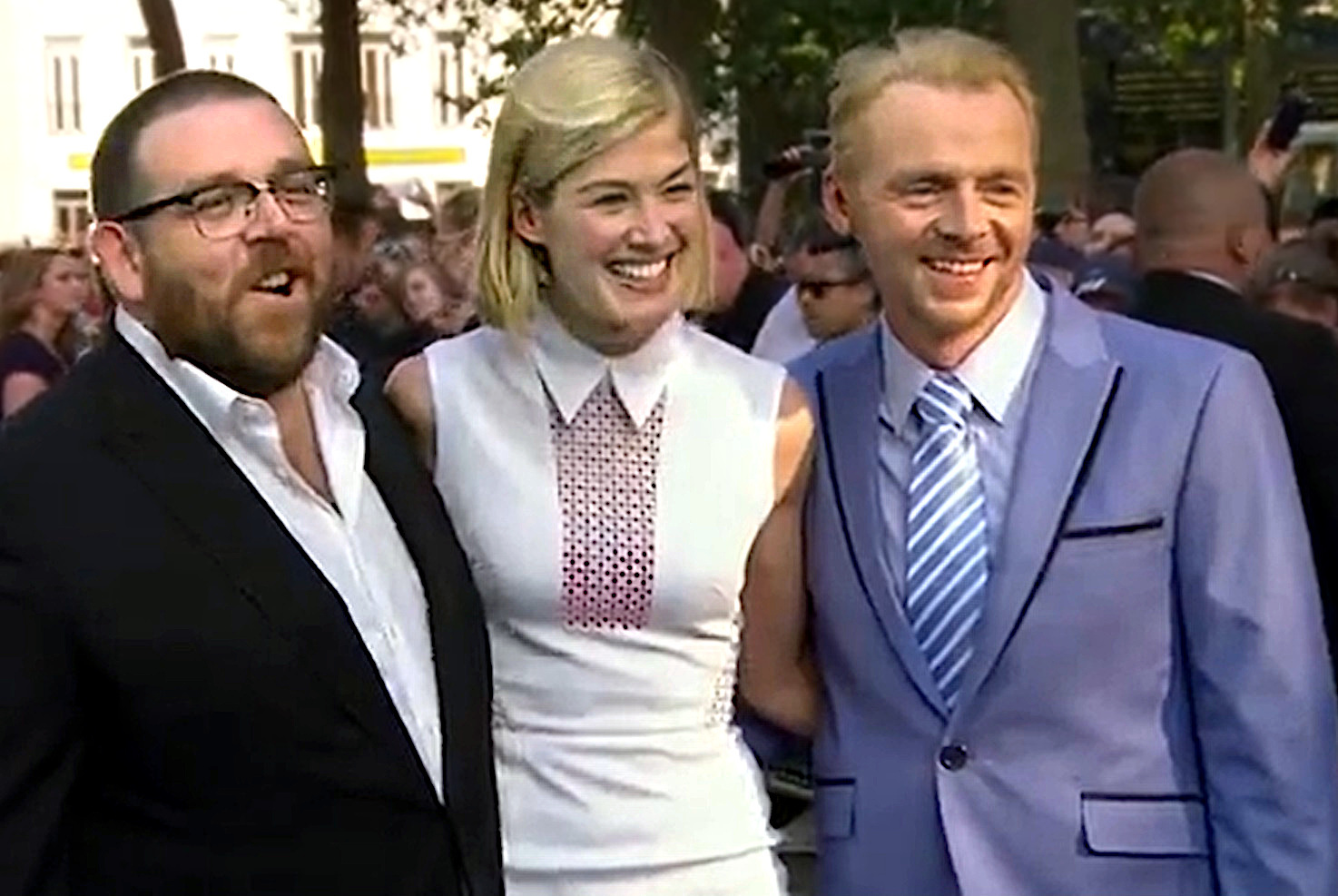
닉 프로스트, 로저먼드 파이크, 사이먼 페그, 2013

- 닉 프로스트 - 앤드루 “앤디” 나이틀리 역
- 패디 콘시다인 - 스티븐 프린스 역
- 마틴 프리먼 - 올리버 “오맨” 체임벌린 역
- 에디 마선 - 피터 “피트” 페이지 역
- 로저먼드 파이크 - 샘 체임벌린 역
- 피어스 브로스넌 - 가이 셰퍼드 역: 옛 교사.
- 빌 나이 - 네트워크 역 (목소리)
- 데이비드 브래들리 - “매드” 배질 역
- 대런 보이드 - 셰인 호킨스 역
- 마이클 스마일리 - 트레버 “더 레버런드” 그린 역
- 니컬러스 번스, 리스 시어스미스 - 마을 부역자들 역
- 앨리스 로, 레이프 스폴 - 집 구매자들 역
- 마크 히프 - 퍼브 주인 7 역

## 같이 보기
- 새벽의 황당한 저주
- 뜨거운 녀석들